# Jeff Torrington
Jeff Torrington (Glasgow, 31 de diciembre de 1935 – 11 de mayo de 2008) fue un novelista británico.
Los primeras escritos de Torrington se publicaron en diarios. 
Posteriormente asistió a un grupo de escritores de Paisley creado por James Kelman y un grupo de creativos escritores de Glasgow junto a Philip Hobsbaum, Tom Leonard, Liz Lochhead, Alasdair Gray y Aonghas MacNeacail.
Sus novelas muestran múltiples facetas de la Escocia moderna. Swing Hammer Swing (1992) se ambientó durante la demolición del antiguo Gorbals y que le tardó más de 30 años escribir. The Devil's Carousel (1998) se basó en el declive de una versión ficticia de la planta de automóviles Rootes/Chrysler en Linwood. Torrington trabajó allí durante ocho años, como secuenciador de télex, antes del cierre de la planta.
Swing Hammer Swing ganó el Premio Costa Book al libro del año en 1992.